# Richard Benkin
Richard Benkin ist ein amerikanischer Menschenrechtsaktivist, Mitbegründer von Interfaith Strength, Journalist, Schriftsteller und Dozent.
Benkin arbeitete an seinem Ph.D. an der University of Michigan und schrieb die Dissertation The Social and Cultural Development of Jewish Communities in Eastern Europe über Juden in Osteuropa.
Benkin setzte sich für die Freiheit des bangladeschischen Journalisten Salah Uddin Shoaib Choudhury ein, nachdem dieser wegen des Schreibens von Artikeln, die vor dem Aufstieg der islamischen Radikalen warnten, inhaftiert wurde. Choudhury wurde 2004 entlassen.

## Preise
- „Special US Congressional Recognition“ 2005
- Nominated for 2006 Lorenzo Natali Prize for journalism
- Special Recognition 2007, Bangladesh Editors Forum
- Special Recognition 2007, Bangladesh Minority Lawyers Association

## Werke
- The Social and Cultural Development of Jewish Communities in Eastern Europe, 1976 Doctoral Dissertation, University of Michigan Press
- The Battle Beneath Jerusalem (Dhaka Press, 2009)
- Our Fight for Freedom: The Story of a Falsely Imprisoned Muslim and one Jews’s Fight to Free Him
- A Quiet Case of Ethnic Cleansing (monograph on Bangladeshi Hindus), published in Toronto and Mumbai, 2008
- Sociology: A Way of Seeing, Wadsworth Pub Co (July 1981) ISBN 978-0-534-00929-8